# Edmond H. Fischer
Edmond Henri Fischer (6. dubna 1920 Šanghaj, Čína - 27. srpna 2021, Seattle, Washington USA) byl švýcarsko-americký biochemik a vysokoškolský pedagog.
V roce 1992 obdržel spolu s Edwinem G. Krebsem Nobelovu cenu za fyziologii nebo lékařství za popis reverzibilní fosforylace jako buněčného vypínače, který aktivuje proteiny a řídí různé buněčné procesy. Fischer odešel roku 1950 jako postdoktorand do USA, kde získal místo na Washingtonské univerzitě v Seattlu.